# Vol Indian Airlines 491
Le 26 avril 1993, le Boeing 737-200 assurant le vol Indian Airlines 491, entre Delhi et Bombay, avec plusieurs escales effectuées à Jaipur, Udaipur et Aurangabad, en Inde, et exploité par la compagnie aérienne nationale indienne Indian Airlines, s'écrase peu après le décollage de l'aéroport d'Aurangabad, lorsque l'appareil entre en collision avec un camion et une ligne à haute tension. Sur les 118 personnes à bord de l'avion, on compte 55 morts (53 passagers et deux membres d'équipages), ainsi que 63 survivants, dont 19 blessés.
Une enquête officielle a été ouverte par le ministère indien de l'Aviation civile (en). Le rapport final a conclu que l'accident a été causé par une mauvaise perception de la technique de décollage par le commandant de bord, ce qui a finalement conduit à l'impact de l'avion avec un camion circulant en bout de piste. Par la suite, le rapport a également reproché aux autorités de ne pas avoir réglementé la circulation des véhicules civils à proximité de l'aéroport.

## Contexte

### Avion
L'aéronef impliqué était un Boeing 737-2A8 âgé de 18 ans et immatriculé VT-ECQ (numéro de série 20961/375). Livré neuf à Indian Airlines en 1974, il pouvait accueillir 126 passagers en cabine. Il totalisait 43 887 heures de vol et plus de 50 000 cycles (décollage/atterrissage) au moment de l'accident. Il était équipé de deux moteurs Pratt & Whitney JT8D-9A, totalisant à eux deux 34 238 cycles de vol.

### Passagers et équipage
Le vol 491 transportait 112 passagers, dont la plupart étaient indiens. Selon le porte-parole d'Indian Airlines, Ashok Sharma, au moins dix ressortissants occidentaux se trouvaient à bord. Il a été confirmé plus tard qu'il y avait au moins un Australien, un Britannique, un Allemand et un Japonais à bord.
Ce vol partait de Delhi, la capitale de l'Inde, et devait se terminer à Bombay, avec des escales dans plusieurs villes du Rajasthan et du Maharashtra. Cet itinéraire est connu pour être très prisé des touristes, car les villes d'escale sont réputées pour leurs palais historiques, tandis que Bombay est la capitale économique de l'Inde.
L'équipage était composé de six personnes, dont deux pilotes, le commandant de bord S.N Singh (38 ans) et la copilote Manisha Mohan (30 ans), et quatre membres d'équipage de cabine (Nim (33 ans), Anita Dabas (27 ans), Raman Yadav (31 ans) et Vivek (30 ans)).
Le commandant Singh était le pilote en fonction (PF) du vol 491. Il a obtenu sa licence de vol sur Boeing 737 en 1986, en tant que copilote. Sa première formation de commandant de bord sur 737 a eu lieu en 1991. Il a ensuite été déclaré apte à piloter, en tant que commandant de bord sur 737, en 1992. En mars 1993, il totalisait 4 963 heures de vol, dont 1 720 heures sur ce type d'appareil.
La copilote Mohan était le pilote surveillant lors de ce vol. Elle a débuté sa formation en 1989 et a obtenu sa licence de vol sur Boeing 737 la même année. En mars 1993, elle cumulait 1 172 heures de vol à son actif, dont 921 heures sur 737.

## Accident
Le vol 491 était un vol intérieur régulier au départ d'Aurangabad, une ville importante du Maharashtra connue pour ses temples, et à destination de Bombay (aujourd'hui Mumbai), le centre économique de l'Inde. Ce vol avait pour origine Delhi, la capitale du pays.
Lors de l'escale à Aurangabad, 18 passagers ont débarqué et 51 sont montés à bord, portant le nombre total de passagers à 112. L'avion a été ravitaillé en carburant et l'équipage a demandé l'autorisation de démarrer les moteurs. Le contrôleur aérien d'Aurangabad a autorisé l'équipage à utiliser la piste 09 pour le décollage. Le 737 a alors roulé jusqu'à l'aire de trafic et a viré vers l'entrée de la piste. L'équipage a ensuite entamé la course au décollage.
L'avion n'a décollé qu'à l'extrémité de la piste, longue de 6 000 pieds (1 800 m), vers 13 h 00, heure locale. Un camion, transportant des balles de coton, circulait sur une route près de l'extrémité de la piste 09 et le train d'atterrissage principal gauche et le moteur n°2 (moteur gauche) de l'avion sont entrés en collision avec le véhicule. L'impact a sectionné le train d'atterrissage principal gauche et arraché l'inverseur de poussée du moteur gauche. Les balles de coton dans le camion ont été éparpillées dans un champ à proximité, à la suite de la collision. 
Alors que le 737 prenait de l'altitude, le train d'atterrissage gauche et l'inverseur de poussée sectionnés se sont détachés et ont heurté différentes parties du bord d'attaque de l'empennage horizontal gauche, endommageant gravement cette portion de la queue. Environ 2,5 m de la partie extérieure du stabilisateur horizontal gauche se sont alors détachés, suivis par un morceau de 2,9 m de la gouverne de profondeur gauche. L'impact avec le camion et la séparation de l'inverseur de poussée gauche ont fait que le moteur gauche est revenu à bas régime.
Virant vers la gauche, l'avion a percuté trois ligne à haute tension à environ 3 km au nord-est de la piste de décollage, qui se sont alors rompues. À 500 m du premier point d'impact, l'appareil est descendu vers le sol et a percuté deux arbres. Ce second impact a déraciné les deux arbres et arraché les volets et le moteur gauches. Il s'est ensuite écrasé au sol, son aile gauche touchant le sol en premier. Il a continué à glisser et a heurté un troisième arbre avec son aile droite. La violence du choc a brisé le fuselage en deux et l'avion a rapidement pris feu.
Lorsque le fuselage s'est disloqué en deux sections, juste à l'arrière du 19e hublot de la cabine, la partie arrière s'est retournée sur le dos. Le feu a immédiatement atteint l'l'espace cuisine et les toilettes arrières, en raison du mouvement vers l'avant du fuselage. L'intérieur a été entièrement consumé par les flammes. Le fuselage arrière s'est alors retrouvé sur son côté droit. Pendant ce temps, la partie avant a continué de glisser sur 190 m avant de finalement s'immobiliser. Les pilotes ont évacué par une des fenêtres du poste de pilotage, tandis que l'équipage de cabine (PNC) et les passagers ont évacué par la porte d'entrée principale avant gauche. La partie avant restante a ensuite été consumée par l'incendie qui a suivi.
L'accident a coûté la vie à 53 passagers et deux membres d'équipage ; onze passagers ont été grièvement blessés et huit autres légèrement. Les 44 autres personnes sont sorties indemnes de l'épave. Au total, 63 personnes, dont le commandant Singh, la copilote Mohan et les hôtesses de l'air Nim et Anita Dabas, ont survécu. Les deux autres PNC, Raman Yadav et Vivek, ainsi que tous les passagers, sauf un, qui se trouvaient à l'arrière de l'appareil ont péri.

## Enquête
Le ministère indien de l'Aviation civile (en) a immédiatement ouvert une enquête sur cet accident. Au total, 28 témoins ont été interrogés et 146 documents différents ont été examinés. Les deux enregistreurs de vol (CVR et FDR) ont été récupérés dans l'épave, en partie brulés. 

### Surcharge de l'avion
Différents indices indiquaient que l'avion était surchargé. Initialement, la feuille de chargement du vol 491 indiquait que la masse réelle au décollage (ATOW) était inférieure de 54 kg à la masse maximale au décollage (RTOW) réglementaire. Une enquête plus approfondie démontre que l'avion a été chargé avec 118 kg de plus que sa masse maximale autorisée pour le décollage. Une surcharge de l'avion aurait nécessité une montée en vitesse plus longue, expliquant ainsi le décollage tardif du 737. Cependant, les enquêteurs n'ont pas pu déterminer le poids exact de l'avion au décollage, ni l'ampleur exacte de la surcharge, faute de preuves claires. Selon le rapport final, les enquêteurs ont dû recourir à des raisonnements et à des suppositions.
L'enquête a également révélé que les bagages des passagers étaient numérotés, mais non comptabilisés. Certains passagers transportaient des bagages à main lourds dans la cabine. On a estimé que le poids total des bagages à main en cabine dépassait le poids total calculé par passager avant le décollage.
Les enquêteurs ont estimé que l'avion était surchargé d'environ une tonne. Indian Airlines a soutenu que la surcharge n'aurait pas dépassé 500 kg. Cependant, la copilote Mohan a affirmé que l'avion était en surcharge de 4,65 tonnes, dont 500 kg de fret embarqué en soute, en raison d'une hausse de température de 2°C au moment de l'accident.
Trois test en simulateur de vol ont ensuite été réalisées pour confirmer cette théorie, mais aucune d'entre elles n'a entraîné de crash. La seconde simulation, cependant, a suggéré que le vol 491 aurait pu s'écraser si le pilote avait effectué une rotation trop tardivement, ce qui suggère qu'elle était directement imputable au pilote plutôt qu'à la surcharge de l'avion. D'autres calculs ont conclu que même si l'avion avait été en surcharge, notamment vers l'avant, son centre de gravité n'aurait pas bougé de manière significative.
La surcharge a ensuite été écartée comme cause possible de l'accident. Cependant, elle a contribué à la perception erronée de la situation par le commandant Singh, ce qui allait plus tard provoquer l'accident.

### Rotation tardive
Le vol 491 a atteint sa vitesse Vr (vitesse de rotation) dans les 32 secondes suivant le début de la course au décollage, à environ 4 100 pieds (1 200 m) du début de la piste. L'enregistreur phonique (CVR) a révélé que la rotation de l'avion a été amorcée 5 à 7 secondes après l'annonce de la rotation par la copilote. Malgré une course au décollage fluide et une accélération normale, le nez de l'avion a commencé à se redresser à environ 500 pieds (150 m) de l'extrémité de la piste 09, et il n'a toujours pas réussi à décoller après avoir franchi les 1 800 pieds (550 m) supplémentaires. Cela pourrait être dû à la rotation tardive effectuée par le pilote ou à des conditions météorologiques exceptionnelles. Le temps étant chaud et clair au moment de l'accident, une météo exceptionnelle a été immédiatement exclue.
Les enquêteurs ont constaté que lorsque l'avion est sortie de la piste et a commencé à parcourir les 550 m supplémentaires, le commandant Singh et la copilote Mohan n'avaient pas réagi à cette anomalie. En fait, le commandant de bord a déclaré que c'était normal sur la plupart de ses vols. Les enquêteurs ont conclu par la suite qu'il avait adopté un schéma de décollage similaire à celui de ses vols précédents, avec un décollage tardif et une pente de montée plus faible que celle prévue.
Selon son témoignage, au moment de l'accident, le commandant Singh a conclu que la masse réelle de l'avion au décollage dépassait sa masse réglementaire. Pensant qu'une surcharge nécessiterait plus de temps pour prendre de la vitesse, il a pensé qu'en retardant la rotation, en l'effectuant plus lentement, la vitesse finirait par augmenter et l'avion acquerrait une vitesse de décollage plus élevée, facilitant ainsi la montée. La piste 09 mesurait 6 000 pieds (1 800 m) de long et la décision de retarder la rotation aurait dangereusement rapproché l'avion de la route, entraînant la collision avec le camion.
Lorsque la copilote a annoncé la rotation, le commandant de bord aurait dû l'initier immédiatement. Le camion a été aperçu pour la première fois environ six secondes après cette annonce. Si l'équipage avait initié la rotation plus tôt avec une technique normale, l'avion aurait décollé environ 4 à 5 secondes plus tard et aurait atteint une hauteur d'au moins 32 pieds (10 m) au-dessus de la piste. Lorsque la rotation a été initiée tardivement et que le camion est soudainement apparu, le commandant Singh n'a pas réagi pendant deux secondes, avant d'amorcer une rotation trop rapide pour éviter une éventuelle collision. Il a affirmé avoir été désorienté et paniqué par la présence du véhicule. Les enquêteurs ont par la suite constaté son manque de professionnalisme.
Si la copilote Mohan fut d'abord critiquée pour son manque de réaction, elle fut plus tard remarquée pour avoir détectée une anomalie durant la dernière phase du décollage, lorsqu'elle saisit instantanément le manche. Le commandant Singh, cependant, l'en empêcha en lui disant : « Laissez, laissez ! ».

### Présence du camion
Une petite route publique longeait la piste 09, reliant la zone au nord à celle au sud de l'aéroport. Avant l'accident du vol 491, entre 1975 et 1985, cette route était fermée par des barrières, qui se fermaient dès qu'un avion circulait dans l'aéroport. Depuis 1986, ces barrières ont été retirée, permettant ainsi aux véhicules de circuler librement et à tout moment sur la route.
La régulation de la circulation routière aux abords de l'aéroport était une des responsabilités de l'Autorité aéroportuaire nationale indienne (NAA). Les enquêteurs ont constaté un manque de communication entre les responsables de la NAA concernant la régulation de la circulation, chacun cherchant à se renvoyer la balle. Il était clair que la NAA à Aurangabad n'avait pas assuré l'entretien adéquat des abords de l'aéroport.

### Conclusion
Le rapport final a été publié le 25 décembre 1993. Il conclut que cette accident a été causé par une erreur des pilotes qui ont initiés trop tardivement la rotation au décollage et en suivant une technique inadéquate pour cette manœuvre, et l'échec de la NAA concernant la régulation du trafic sur la route bordant l'aéroport d'Aurangabad pendant les heures de vol.
Les enquêteurs ont émis 25 recommandations à l'intention de la NAA, de l'aéroport d'Aurangabad et d'Indian Airlines. À la suite de cet accident, la route a été de nouveau fermée. La piste a été allongée de 2 985 pieds (910 m). La licence de commandant de bord du commandant Singh a été révoquée et sa licence de copilote suspendue. Plusieurs autres responsables impliqués ou considérés comme ayant contribué à l'accident ont reçu l'ordre de prendre des mesures administratives. Par la suite, le rapport demandait que le chef des pompiers de l'aéroport, Gosavi, soit récompensé pour sa rapidité d'intervention lors du crash du vol 491.